# Campeonato Potiguar de Futebol de 2021
O Campeonato Potiguar de Futebol de 2021, foi a 102ª edição do campeonato estadual de futebol do Rio Grande do Norte. A competição dará vagas à Copa do Brasil de 2022, à Copa do Nordeste de 2022, e à Série D do Campeonato Brasileiro de 2022.
Ainda devido a Pandemia de Covid-19 o campeonato não contou com a presença de público.
A Band RN é agora a emissora oficial do Campeonato Potiguar. As edições de 2021 e 2022 da competição vão ser transmitidas com exclusividade na televisão pela emissora do Grupo Bandeirantes, que fez um acerto no valor de R$ 600.000,00 (seiscentos mil reais) com os clubes. A FNF cedeu os direitos da competição em favor dos clubes.
Desde o início da campanha em 2019, a Nota Potiguar tem demonstrado que acredita no futebol do Rio Grande do Norte, promovendo ações que favorecem os clubes e, principalmente, os torcedores. Neste ano, o estadual está sendo denominado Campeonato Nota Potiguar de Futebol 2021. A bola começou a rolar a partir da quarta-feira (24), quando começou a primeira rodada. Os jogos levam a marca da campanha e são transmitidos pela Band e no canal da emissora no YouTube.

## Regulamento

### Fórmula de disputa
A competição será disputada por oito clubes e dividida em três fases: duas classificatórias e uma fase final. A Primeira fase (1ª Fase) e a Segunda fase (2ª Fase), respectivamente, denominadas "Copa Cidade do Natal" e "Copa RN", serão disputadas no sistema de pontos corridos em turno único. Cada fase será composta de sete rodadas (rodadas um a sete), com todos os times jogando entre si uma única vez (jogos de ida na 1ª fase e jogos de volta na 2ª fase). Ao final das rodadas classificatórias de cada fase, os dois melhores times na classificação (1º e 2° colocados) disputarão uma partida final, em jogo único, com mando de campo e vantagem de empate para o time de melhor campanha. Os campeões da Copa Cidade do Natal e da Copa Rio Grande do Norte garantem vaga para a decisão do Campeonato Estadual. O pior time no somatório geral das duas fases classificatórias será rebaixado para a segunda divisão. Em caso de igualdade na pontuação, tanto na Copa Cidade do Natal como na Copa RN, são critérios de desempate: 1) mais vitórias; 2) melhor saldo de gols; 3) mais gols pró; 4) menos cartões vermelhos; 5) menos cartões amarelos; 6) sorteio.
A fase final, com a decisão do campeonato estadual, será disputada no sistema mata-mata em jogos de ida e volta, pelos times vencedores, respectivamente da Copa Cidade do Natal e da Copa Rio Grande do Norte, com mando de campo do jogo de volta para o time com a melhor campanha em toda a competição. O time vencedor do confronto será declarado Campeão Estadual de 2021. Persistindo empate em pontos e no saldo de gols, a taça será decidida na disputa de pênaltis. Caso um mesmo time ganhe a Copa Cidade do Natal e a Copa RN, será declarado Campeão Estadual de 2021, e o time com a melhor campanha em toda a competição, excluindo-se o campeão, será declarada Vice-Campeão Estadual de 2021.

### Vagas em outras competições
Em caso de disputa de fase final ou não, o campeão e o vice-campeão estadual estarão classificados para disputar a Copa do Brasil de 2022 e a Copa do Nordeste de 2022. Também será assegurada ao Campeão Estadual de 2021 a vaga correspondente ao Rio Grande do Norte na Série “D” do Campeonato Brasileiro de 2022 e ao time de terceira melhor campanha à vaga remanescente destinada à FNF para a Copa do Brasil de 2022, havendo disponibilidade legal. Caso o campeão Estadual de 2021 já esteja inserido em alguma outra série do Campeonato Brasileiro de 2021 (“A”, “B”, “C” ou “D”), a vaga referente ao Rio Grande do Norte na Série “D” de 2022 ficará assegurada para o time que obtiver a melhor campanha no Campeonato Estadual de 2021 imediatamente após ao(s) time(s) já classificado(s) para as competições nacionais, considerando todo o Campeonato. Aplicando-se os mesmos critérios, sucessivamente, para a segunda vaga destinada a F.N.F para a Série D de 2021.

## Participantes
O Campeonato Potiguar de 2021 começa no dia 24 de fevereiro de 2021, e conta com oito clubes, correspondentes aos sete melhores colocados da edição de 2020 e ao campeão da segunda divisão de 2020.

### Promovidos e rebaixados
| Pos. | Rebaixado da Primeira Divisão de 2020 |
| ---- | ------------------------------------- |
| 8º   | Palmeira                              |

|  |

| Pos. | Promovidos da Segunda Divisão de 2020 |
| ---- | ------------------------------------- |
| 1º   | Palmeira                              |

### Informações dos clubes
| Aumento | Equipe promovida da Segunda Divisão 2020 |

| Equipe | Cidade      | Em 2020               | Estádio (Mando) | Capacidade | Títulos (Último)     | Part. |
| --- | ----------- | --------------------- | --------------- | ---------- | -------------------- | ----- |
| ABC Futebol Clube | Natal       | 1º (Primeira divisão) | Frasqueirão     | 15 082     | 56 (último em: 2020) | 102   |
| América Futebol Clube | Natal       | 2º (Primeira divisão) | Arena América   | 5 000      | 36 (último em: 2019) | 94    |
| América Futebol Clube | Natal       | 2º (Primeira divisão) | Arena das Dunas | 31 375     | 36 (último em: 2019) | 94    |
| Associação Sportiva Sociedade Unida - ASSU                                                                               | Assú        | 7º (Primeira divisão) | Edgarzão        | 4 200      | 1 (em: 2009)         | 19    |
| Centro Esportivo Força e Luz                                                                                             | Natal       | 3º (Primeira divisão) | Arena das Dunas | 31 375     | 0 (não possui)       | 16    |
| Globo Futebol Clube | Ceará-Mirim | 4º (Primeira divisão) | Barrettão       | 10 000     | 0 (não possui)       | 8     |
| Palmeira Futebol Clube de Una                                                                                            | Goianinha   | 1º (Segunda divisão)  | Nazarenão       | 4 100      | 0 (não possui)       | 9     |
| Associação Cultural e Desportiva Potiguar                                                                                | Mossoró     | 6º (Primeira divisão) | Nogueirão       | 4 000      | 2 (último em: 2013)  | 43    |
| Santa Cruz Futebol Clube                                                                                                 | Natal       | 5º (Primeira divisão) | Frasqueirão     | 15 082     | 0 (não possui)       | 5     |
| Santa Cruz Futebol Clube                                                                                                 | Natal       | 5º (Primeira divisão) | Arena das Dunas | 31 375     | 0 (não possui)       | 5     |
| Natal ASSU Globo Palmeira Potiguar Equipes de Natal: ABC América Força e Luz Santa CruzLocalização dos times por cidade. |             |                       |                 |            |                      |       |

## Primeira Fase (Copa Cidade do Natal)
| \| Pos \| Equipe \| Pts \| J \| V \| E \| D \| GP \| GC \| SG \| Classificação \| \| AME \| GLO \| ABC \| POT \| FOR \| ASS \| SAN \| PAL \| \| --- \| ----------- \| --- \| - \| - \| - \| - \| -- \| -- \| --- \| ------------- \| --- \| --- \| --- \| --- \| --- \| --- \| --- \| --- \| --- \| \| 1 \| América \| 16 \| 7 \| 5 \| 1 \| 1 \| 12 \| 4 \| +8 \| Fase Final \| \| — \| — \| — \| — \| 2–1 \| 2–0 \| 2–1 \| — \| \| 2 \| Globo \| 14 \| 7 \| 4 \| 2 \| 1 \| 13 \| 6 \| +7 \| Fase Final \| \| 0–0 \| — \| — \| — \| — \| 5–0 \| — \| 3–1 \| \| 3 \| ABC \| 13 \| 7 \| 4 \| 1 \| 2 \| 14 \| 7 \| +7 \| \| \| — \| 2–0 \| — \| — \| 1–1 \| — \| — \| — \| \| 4 \| Potiguar \| 9 \| 7 \| 3 \| 0 \| 4 \| 9 \| 15 \| −6 \| \| — \| 0–1 \| — \| — \| 2–1 \| — \| 0–2 \| — \| \| \| 5 \| Força e Luz \| 9 \| 7 \| 2 \| 3 \| 2 \| 12 \| 9 \| +3 \| \| — \| — \| — \| — \| — \| — \| — \| 1–1 \| \| \| 6 \| ASSU \| 6 \| 7 \| 2 \| 0 \| 5 \| 7 \| 20 \| −13 \| \| — \| — \| — \| 4–0 \| 0–4 \| — \| 3–2 \| — \| \| \| 7 \| Santa Cruz \| 3 \| 7 \| 1 \| 0 \| 6 \| 8 \| 12 \| −4 \| \| — \| — \| — \| — \| 1–2 \| — \| — \| — \| \| \| 8 \| Palmeira[a] \| −2 \| 7 \| 3 \| 1 \| 3 \| 9 \| 11 \| −2 \| \| 2–1 \| — \| 1–2 \| — \| — \| 1–0 \| — \| — \| \| Atualizado até os jogos disputados em 29 de abril de 2021. Fonte: FNF Regras para classificação: 1) Pontos; 2) mais vitórias; 3) melhor saldo de gols; 4) mais gols pró; 5) menos cartões vermelhos; 6) menos cartões amarelos; 7) sorteio. Notas: 1. |             |     |   |   |   |   |    |    |     |               |     |     |     |     |     |     |     |     |     |
| Pos | Equipe      | Pts | J | V | E | D | GP | GC | SG  | Classificação |     | AME | GLO | ABC | POT | FOR | ASS | SAN | PAL |
| 1 | América     | 16  | 7 | 5 | 1 | 1 | 12 | 4  | +8  | Fase Final    |     | —   | —   | —   | —   | 2–1 | 2–0 | 2–1 | —   |
| 2 | Globo       | 14  | 7 | 4 | 2 | 1 | 13 | 6  | +7  | Fase Final    |     | 0–0 | —   | —   | —   | —   | 5–0 | —   | 3–1 |
| 3 | ABC         | 13  | 7 | 4 | 1 | 2 | 14 | 7  | +7  |               |     | —   | 2–0 | —   | —   | 1–1 | —   | —   | —   |
| 4 | Potiguar    | 9   | 7 | 3 | 0 | 4 | 9  | 15 | −6  |               | —   | 0–1 | —   | —   | 2–1 | —   | 0–2 | —   |     |
| 5 | Força e Luz | 9   | 7 | 2 | 3 | 2 | 12 | 9  | +3  |               | —   | —   | —   | —   | —   | —   | —   | 1–1 |     |
| 6 | ASSU        | 6   | 7 | 2 | 0 | 5 | 7  | 20 | −13 |               | —   | —   | —   | 4–0 | 0–4 | —   | 3–2 | —   |     |
| 7 | Santa Cruz  | 3   | 7 | 1 | 0 | 6 | 8  | 12 | −4  |               | —   | —   | —   | —   | 1–2 | —   | —   | —   |     |
| 8 | Palmeira    | −2  | 7 | 3 | 1 | 3 | 9  | 11 | −2  |               | 2–1 | —   | 1–2 | —   | —   | 1–0 | —   | —   |     |

### Final da Copa Cidade do Natal

#### Jogo único
| Domingo, 02 de maio | América de Natal | 0 – 2 | Globo                          | Natal                    |  |
| 16:00               |                  |       | Luis Henrique 48' · Julieu 50' | Estádio: Arena das Dunas |  |

| Copa Cidade do Natal de 2021            |
| --------------------------------------- |
| Ceará-Mirim                             |
| Globo Futebol Clube Campeão (2º título) |

## Segunda Fase (Copa Rio Grande do Norte)
| \| Pos \| Equipe \| Pts \| J \| V \| E \| D \| GP \| GC \| SG \| Classificação \| \| ABC \| SAN \| AME \| POT \| GLO \| FOR \| PAL \| ASS \| \| --- \| ----------- \| --- \| - \| - \| - \| - \| -- \| -- \| --- \| ------------- \| \| --- \| --- \| --- \| --- \| --- \| --- \| --- \| --- \| \| 1 \| ABC \| 16 \| 7 \| 5 \| 1 \| 1 \| 15 \| 5 \| +10 \| Fase Final \| \| — \| \| \| \| \| \| \| \| \| 2 \| Santa Cruz \| 15 \| 7 \| 5 \| 0 \| 2 \| 15 \| 8 \| +7 \| Fase Final \| \| \| — \| \| \| \| \| \| \| \| 3 \| América \| 14 \| 7 \| 4 \| 2 \| 1 \| 15 \| 9 \| +6 \| \| \| \| \| — \| \| \| \| \| \| \| 4 \| Potiguar \| 12 \| 7 \| 4 \| 0 \| 3 \| 13 \| 15 \| −2 \| \| \| \| \| — \| \| \| \| \| \| \| 5 \| Globo \| 10 \| 7 \| 3 \| 1 \| 3 \| 16 \| 11 \| +5 \| \| \| \| \| \| — \| \| \| \| \| \| 6 \| Força e Luz \| 5 \| 7 \| 1 \| 2 \| 4 \| 8 \| 16 \| −8 \| \| \| \| \| \| \| — \| \| \| \| \| 7 \| Palmeira \| 3 \| 7 \| 0 \| 3 \| 4 \| 4 \| 12 \| −8 \| \| \| \| \| \| \| \| — \| \| \| \| 8 \| ASSU \| 3 \| 7 \| 0 \| 3 \| 4 \| 4 \| 13 \| −9 \| \| \| \| \| \| \| \| \| — \| \| Atualizado até os jogos disputados em 28 de maio de 2021. Fonte: FNF Regras para classificação: 1) Pontos; 2) mais vitórias; 3) melhor saldo de gols; 4) mais gols pró; 5) menos cartões vermelhos; 6) menos cartões amarelos; 7) sorteio. |             |     |   |   |   |   |    |    |     |               |  |     |     |     |     |     |     |     |     |
| Pos | Equipe      | Pts | J | V | E | D | GP | GC | SG  | Classificação |  | ABC | SAN | AME | POT | GLO | FOR | PAL | ASS |
| 1 | ABC         | 16  | 7 | 5 | 1 | 1 | 15 | 5  | +10 | Fase Final    |  | —   |     |     |     |     |     |     |     |
| 2 | Santa Cruz  | 15  | 7 | 5 | 0 | 2 | 15 | 8  | +7  | Fase Final    |  |     | —   |     |     |     |     |     |     |
| 3 | América     | 14  | 7 | 4 | 2 | 1 | 15 | 9  | +6  |               |  |     |     | —   |     |     |     |     |     |
| 4 | Potiguar    | 12  | 7 | 4 | 0 | 3 | 13 | 15 | −2  |               |  |     |     | —   |     |     |     |     |     |
| 5 | Globo       | 10  | 7 | 3 | 1 | 3 | 16 | 11 | +5  |               |  |     |     |     | —   |     |     |     |     |
| 6 | Força e Luz | 5   | 7 | 1 | 2 | 4 | 8  | 16 | −8  |               |  |     |     |     |     | —   |     |     |     |
| 7 | Palmeira    | 3   | 7 | 0 | 3 | 4 | 4  | 12 | −8  |               |  |     |     |     |     |     | —   |     |     |
| 8 | ASSU        | 3   | 7 | 0 | 3 | 4 | 4  | 13 | −9  |               |  |     |     |     |     |     |     | —   |     |

### Final da Copa Rio Grande do Norte

#### Jogo único
| Domingo, 30 de maio | ABC          | 1 – 1 | Santa Cruz de Natal | Natal                                                     |  |
| 16:00               | Wallyson 53' |       | Allyson 45'         | Estádio: Frasqueirão Árbitro: Zandick Gondim Alves Júnior |  |

| Copa Rio Grande do Norte de 2021 |
| -------------------------------- |
|                                  |
| ABC Campeão (9º título)          |

## Final do campeonato
Ida
| Quarta-feira, 16 de junho | Globo                | 2 – 1 | ABC                | Barrettão, Ceará-Mirim    |
| 15:00                     | Erick Varão 67', 74' |       | Marcos Antônio 95' | Público: portões fechados |

Volta
| Quarta-feira, 23 de junho | ABC         | 1 – 1 | Globo       | Estádio Frasqueirão, Natal |
| 21:15                     | Helitão 75' |       | Negueba 65' | Público: portões fechados  |

## Classificação Geral
| \| Pos \| Equipe \| Pts \| J \| V \| E \| D \| GP \| GC \| SG \| Classificação ou Rebaixamento \| \| --- \| ------------------- \| --- \| -- \| - \| - \| - \| -- \| -- \| --- \| ------------------------------------------------------------------------------------ \| \| 1 \| Globo \| 31 \| 17 \| 9 \| 4 \| 4 \| 34 \| 19 \| +15 \| Copa do Brasil de 2022, Fase de grupos da Copa do Nordeste de 2022 e Série D de 2022 \| \| 2 \| ABC \| 31 \| 17 \| 9 \| 4 \| 4 \| 32 \| 16 \| +16 \| Copa do Brasil de 2022 e Pré-Copa do Nordeste de 2022 \| \| 3 \| América de Natal \| 30 \| 15 \| 9 \| 3 \| 3 \| 26 \| 15 \| +11 \| Série D de 2022 \| \| 4 \| Potiguar de Mossoró \| 21 \| 14 \| 7 \| 0 \| 7 \| 22 \| 30 \| −8 \| \| \| 5 \| Santa Cruz-RN \| 19 \| 15 \| 6 \| 1 \| 8 \| 24 \| 21 \| +3 \| \| \| 6 \| Força e Luz \| 14 \| 14 \| 3 \| 5 \| 6 \| 20 \| 25 \| −5 \| \| \| 7 \| ASSU \| 9 \| 14 \| 2 \| 3 \| 9 \| 11 \| 33 \| −22 \| \| \| 8 \| Palmeira[a] \| 1 \| 14 \| 3 \| 4 \| 7 \| 13 \| 23 \| −10 \| Segunda Divisão de 2021 \| Atualizado até os jogos disputados em 30 de maio de 2021. Fonte: FNF Regras para classificação: 1) Pontos; 2) mais vitórias; 3) melhor saldo de gols; 4) mais gols pró; 5) menos cartões vermelhos; 6) menos cartões amarelos; 7) sorteio. Notas: 1. |                     |     |    |   |   |   |    |    |     |                                                                                      |
| Pos | Equipe              | Pts | J  | V | E | D | GP | GC | SG  | Classificação ou Rebaixamento                                                        |
| 1 | Globo               | 31  | 17 | 9 | 4 | 4 | 34 | 19 | +15 | Copa do Brasil de 2022, Fase de grupos da Copa do Nordeste de 2022 e Série D de 2022 |
| 2 | ABC                 | 31  | 17 | 9 | 4 | 4 | 32 | 16 | +16 | Copa do Brasil de 2022 e Pré-Copa do Nordeste de 2022                                |
| 3 | América de Natal    | 30  | 15 | 9 | 3 | 3 | 26 | 15 | +11 | Série D de 2022                                                                      |
| 4 | Potiguar de Mossoró | 21  | 14 | 7 | 0 | 7 | 22 | 30 | −8  |                                                                                      |
| 5 | Santa Cruz-RN       | 19  | 15 | 6 | 1 | 8 | 24 | 21 | +3  |                                                                                      |
| 6 | Força e Luz         | 14  | 14 | 3 | 5 | 6 | 20 | 25 | −5  |                                                                                      |
| 7 | ASSU                | 9   | 14 | 2 | 3 | 9 | 11 | 33 | −22 |                                                                                      |
| 8 | Palmeira            | 1   | 14 | 3 | 4 | 7 | 13 | 23 | −10 | Segunda Divisão de 2021                                                              |

## Premiação
| Campeonato Potiguar de Futebol de 2021 |
| -------------------------------------- |
|                                        |
| Globo (1º título)                      |

| Vice Campeão: | Terceiro Colocado: |
| ------------- | ------------------ |
| ABC           | América de Natal   |

## Cancelamento
No dia 26 de março de 2021, foi anunciado que o campeonato seria cancelado devido ao agravamento da pandemia de COVID-19 no Brasil. Mas no dia 30 de março, a FNF voltou atrás e anunciou o retorno do campeonato a partir de 8 de abril.